# Jens-Kristian Lütken
Jens-Kristian Lütken (født 10. december 1981 i Viborg) er en dansk politiker fra Venstre. Siden marts 2022 har han været beskæftigelses- og integrationsborgmester i København.

## Baggrund
Lütken blev i 2015 cand.scient.pol. fra Aarhus Universitet.

## Politisk karriere
Lütken blev valgt ind i Københavns Borgerrepræsentation i 2013. Han var gruppeformand for Venstre på Københavns Rådhus, indtil han i marts 2022 afløste partifællen Cecilia Lonning-Skovgaard som beskæftigelses- og integrationsborgmester, da denne trådte tilbage fra posten i utide efter at have modtaget kraftig kritik af sin ledelsesstil. Indtil udnævnelsen som borgmester var Lütken folketingskandidat for Venstre i Vesterbrokredsen i Københavns Storkreds. Ved folketingsvalget 2019 fik han 257 stemmer.
I 2017 blev Lütken næstformand i Europabevægelsen, og 1. oktober 2022 afløste han Stine Bosse på posten som foreningens landsformand.